# 피아노 소나타 (리스트)

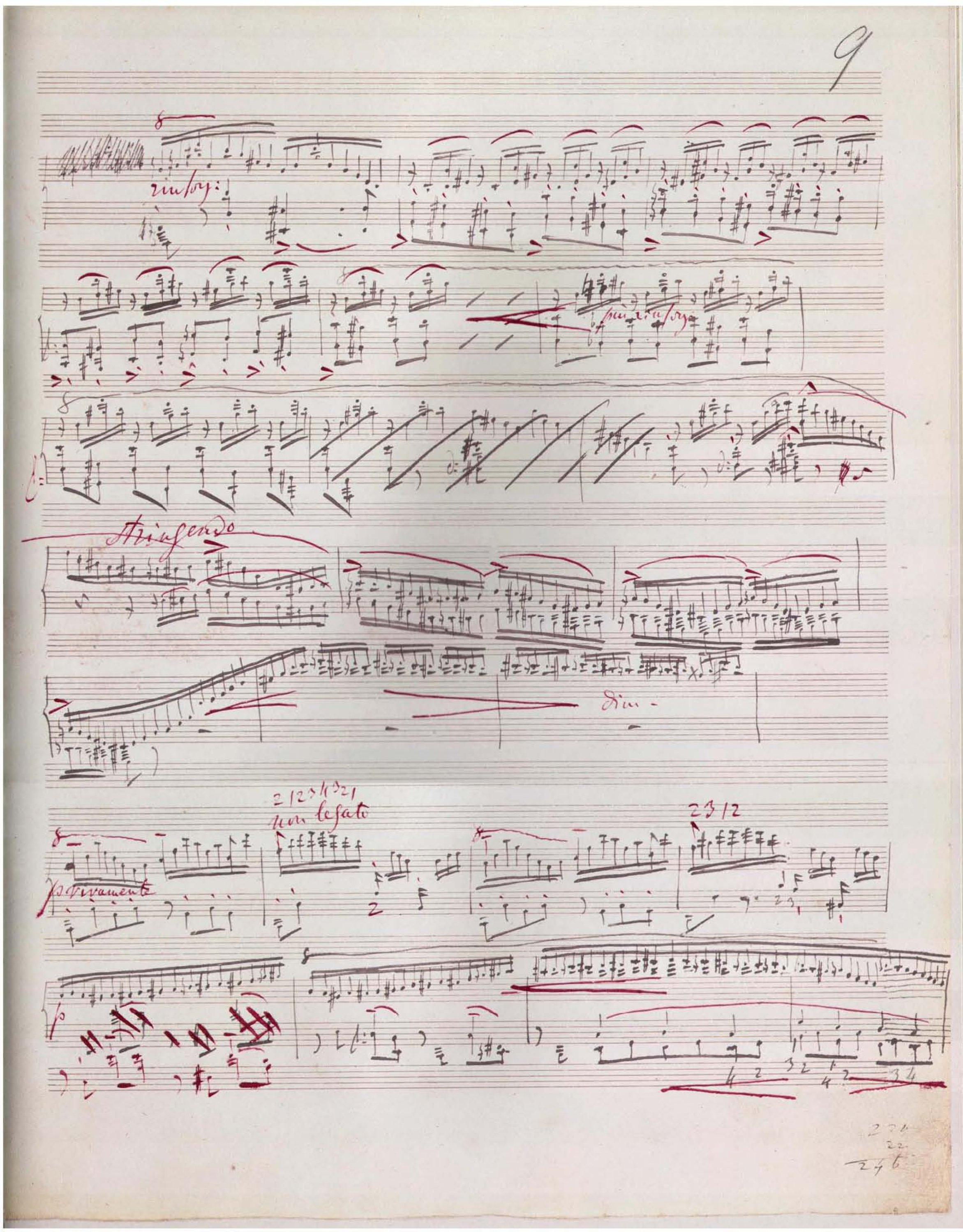

피아노 소나타 나단조, S.178은 프란츠 리스트의 피아노 소나타이다. 그것은 1853년에 완성되었고 로베르트 슈만에게 헌정되어 1854년에 출판되었다.
소나타는 1854년 출판되었고 1857년 1월 27일 베를린에서 한스 폰 뷜로에 의해 초연되었다. 에두아르드 한슬릭은 "누구든지 그것을 듣고 아름답다고 생각하는 사람은 어쩔 수 없다"고 공격했다.  소나타는 리하르트 바그너의 열광을 받았다. 소나타가 콘서트 레퍼토리에서 보편화되기까지는 오랜 시간이 걸렸다. 그러나 20세기 초반에 이르러 이 작품은 리스트의 레퍼토리의 정점으로 자리 잡았고 그 이후로 대중적으로 연주되고 광범위하게 분석된 작품이 되었다.
소나타는 약 30분 정도의 음악으로 펼쳐진다. 리스트는 작품의 독특성인 소나타 안에서 소나타를 효과적으로 작곡했으며, 주제 소재도 상당히 경제적이었다. 첫 페이지에는 거의 모든 내용의 기초를 제공하는 세 가지 동기 아이디어가 포함되어 있으며 아이디어는 전체적으로 변형된다.
피아노 소나타임에도 불구하고 3악장이 아닌 단악장이라는 매우 파격적이고 실험적인 곡이며, 낭만주의 최고의 피아노 소나타 중 하나로 평가받는다. 동시에 테크닉적으로나 음악적으로나 30분이라는 쉼 없이 연주해야 하는 지구력 측면에서나 이 곡은 연주하기 매우 어려워 현대의 비루투오소 피아니스트들에게도 도전적인 곡이다. 현대 피아니스트들이 무대에서 선보이는 피아노 곡들 중 가장 연주하기 어려운 피아노 곡 중 하나로 평가받는다.